# Marie af Hessen og ved Rhinen
Marie af Hessen og ved Rhinen (tysk: Maximiliane Wilhelmine Auguste Sophie Marie), i Rusland kaldet Maria Aleksandrovna (russisk: Мария Александровна; tr. Marija Aleksandrovna), (8. august 1824 i Darmstadt, død 8. juni 1880 i Sankt Petersborg), var en prinsesse af Storhertugdømmet Hessen, der var kejserinde af Rusland fra 1855 til 1880 som ægtefælle til kejser Aleksandr 2. af Rusland.
Marie var datter af Storhertug Ludvig 2. og Storhertuginde Wilhelmine af Hessen og ved Rhinen.
Mariinskij-teateret og Mariinskij-balletten i Sankt Petersborg er opkaldt efter hende. Det samme er Mariehamn, der er hovedby på Åland. 

## Børn
1. Aleksandra Aleksandrovna af Rusland (1842-1849).
2. Nikolaj Aleksandrovitj af Rusland (1843-1865).
3. Aleksandr 3. af Rusland (1845-1894).
4. Vladimir Aleksandrovitj af Rusland (1847-1909), gift med Marie af Mecklenburg-Schwerin, svigerfar til Nikolaos af Grækenland og Danmark.
5. Aleksej Aleksandrovitj af Rusland (1850-1908).
6. Maria Aleksandrovna af Rusland (1853-1920), gift med den britiskfødte Alfred, der var regerende hertug af Sachsen-Coburg og Gotha i 1893-1900.
7. Sergej Aleksandrovitj af Rusland (1857-1905), gift med prinsesse Elisabeth af Hessen, datter af storhertug Ludvig 4. af Hessen og ved Rhinen og prinsesse Alice af Storbritannien.
8. Pavel Aleksandrovitj af Rusland (1860-1919), gift først med Alexandra af Grækenland og Danmark og siden med Olga Valeriovna Karnovitj.